# Apteria aphylla
Apteria aphylla ist eine mykoheterotrophe, blattgrünlose Pflanzenart und die einzige Art ihrer Gattung aus der Familie der Burmanniaceae.

## Beschreibung
Apteria aphylla ist eine aufrecht und krautig wachsende, gelegentlich verzweigte Art. Sie erreicht meist Wuchshöhen zwischen 5 und 28 Zentimetern, selten bis zu 70 Zentimeter.
Sie betreibt keine Photosynthese mehr, sondern lebt mykoheterotroph von arbuskulären Mykorrhizapilzen, ist also zu ihrer Ernährung vollständig von den Pilzen abhängig.
Die Rhizome sind aus 1 bis 2,5 Millimeter langen, 0,3 bis 0,8 Millimeter breiten und eiförmig-dreieckigen Schuppenblättern zusammengesetzt. Die fadenförmigen Blütenstandsachsen sind purpurn bis selten weiß, ebenso wie die schmal-eiförmigen bis eiförmigen, spitz zulaufenden Blätter, die 0,5 bis 5,2 Millimeter lang und 1 bis 2 Millimeter breit sind. Die Tragblätter sind ähnlich, aber in allen Maßen kleiner.
Die fadenförmigen Blütenstiele erreichen eine Länge von bis zu 20 Millimeter, die wenigen Blüten stehen weit auseinander. Die Blütenröhre ist 4 bis 16 Millimeter lang, die Blütenhüllblätter schmal eiförmig bis schmal länglich-rund, 1,2 bis 5,3 Millimeter lang, purpurn bis selten weiß, der Schlund gestreift. Die Blütenblätter sind gelb und setzen 2 bis 4,5 Millimeter unterhalb der Basis der inneren Blütenhüllblätter an. Der Griffel ist 2,4 bis 4,5 Millimeter lang, die Kapselfrüchte sind breit elliptisch, 2,6 bis 5,2 Millimeter lang und 1,7 bis 4 Millimeter breit und enthalten zahlreiche bräunliche, ellipsoide Samen, die 0,3 bis 0,4 Millimeter lang sind.

## Verbreitung
Apteria aphylla findet sich vom Süden und Südosten der USA, von Westindien über Mittelamerika bis Südamerika (Peru, Bolivien, Paraguay, Venezuela, Brasilien, Argentinien). Sie wächst in tiefschattigen Lagen feuchter Wälder auf verrottendem Laub und Holz in Polstern aus Bärlapp oder Moosen in Höhenlagen von Meereshöhe bis auf rund 2000 Meter.